# برج بيريللي

صورة لبرج بيريللي أثناء إنشائه

برج بيريللي (بالإيطالية: Grattacielo Pirelli)‏ هو عبارة عن مبنى بارز في ميلانو في إيطاليا.
في عام 1950 قام ألبرتو بيريللي رئيس شركة بيريللي بتمويل ناطحة السحاب هذه في مكان أول مصنع للشركة في القرن التاسع عشر. تم تطوير هذا المشروع من قبل المهندس المعماري جيو بونتي و ذلك بمساعدة بيير لويجي نيرفي و أرتورو دانوسو.